# San Massimo
San Massimo község (comune) Olaszország Molise régiójában, Campobasso megyében.

## Fekvése
A megye délnyugati részén fekszik. Határai: Bojano, Cantalupo nel Sannio, Macchiagodena, Roccamandolfi és San Gregorio Matese.

## Története
A település első említése a 13. századból származik, amikor Giovanni Scotto nemesúr birtoka volt. A következő századokban különböző nemesi családok birtokolták. A 19. században nyerte el önállóságát, amikor a Nápolyi Királyságban felszámolták a feudalizmust.

## Népessége
A népesség számának alakulása:

## Főbb látnivalói
- Santa Maria delle Fratte-templom
- San Salvatore-templom
- San Michele Arcangelo-templom